# Лія (Біблія)
Лія (Лея) — біблійська персонажка. Старша дочка Лавана, сестра Рахилі, і дружина Якова (Бут. 29:23-25), що народила від нього шістьох синів: Рувима (Ре'увен), Симеона (Шім'он), Левія (Левій), Юду (Ієгуда), Завулона (Зевулун), Іссахара, а також дочку Діну. Служниця Лії — Зілпа, яку Лія дала Якову в наложниці, народила Гада і Ашера.
Похована у священній Печері Махпела, з чоловіком Яковом та іншими святими патріархами з дружинами: Авраамом, Ісааком, Сарою, Ревекою.